# Schweizerische Benediktinerkongregation
Die Schweizerische Benediktinerkongregation (auch: Schweizer Benediktinerkongregation; lat. Congregatio Helvetica Ordinis Sancti Benedicti) ist ein monastischer Klosterverband, eine Vereinigung selbständiger Benediktinerklöster; sie wurde unter anderem auf Betreiben des Abtes von Einsiedeln, Augustin Hofmann, 1602 gegründet und von Papst Clemens VIII. bestätigt. Sie ist Teil der Benediktinischen Konföderation.

## Geschichte
Die Schweizer Benediktinerkongregation wurde im Jahr 1602 im Zuge der vom Trienter Konzil angestoßenen Reformen gegründet. 

## Gegenwärtiger Stand
Im Jahr 2024 bestand die Kongregation aus sieben Männerklöstern, wovon fünf in der Schweiz und zwei in Südtirol liegen. Sie zählen insgesamt 139 Mönche, wovon 90 Priester, zwei Kleriker, 32 Brüder, zwölf zeitliche Professen und drei Klaustraloblaten sind. Mittelbar mit der Kongregation verbunden ist das Kloster Fahr, dessen Oberer der Abt von Einsiedeln ist, wodurch Fahr das einzige Frauenkloster ist, das der Benediktinischen Konföderation angehört.
Das letzte Kongregationskapitel fand 2023 statt. Abtpräses der Schweizerische Benediktinerkongregation ist seit 2021 Abt Vigeli Monn OSB von Disentis. Generalprokurator ist seit 2020 Pater Mauritius Wilde OSB.

## Mitglieder
- Abtei Disentis
- Abtei Einsiedeln
- Abtei Engelberg
- Priorat Fischingen
- Abtei Mariastein
- Stift Marienberg, Burgeis/Burgusio (Gemeinde Mals, Südtirol, Italien)
- Abtei Muri-Gries, Gries-Quirein (Stadtteil von Bozen, Südtirol, Italien)

## Abtpräsides der Schweizerischen Benediktinerkongregation
- Heinrich Schmid, 1846–1874 (Einsiedeln)
- Basilius Oberholzer, 1875–1895 (Einsiedeln)
- Columban Brugger, 1896–1905 (Einsiedeln)
- Thomas Bossart, 1905–1923 (Einsiedeln)
- Ignatius Staub, 1924–1947 (Einsiedeln)
- Benno Gut, 1947–1959 (Einsiedeln)
- Basilius Niederberger, 1960–1967 (Mariastein)
- Leonhard Bösch, 1967–1979 (Engelberg)
- Dominikus Löpfe, 1979–1991 (Muri-Gries)
- Pankraz Winiker, 1991–1997 (Disentis)
- Benno Malfèr, 1997–2015 (Muri-Gries)
- Christian Meyer, 2015–2021 (Engelberg)
- Vigeli Monn, seit 2021 (Disentis)